# 外出禁止令
外出禁止令（がいしゅつきんしれい）とは、騒乱への対応、治安上、軍事上の理由のため、又は感染症によるエピデミックもしくはパンデミックを抑制あるいは沈静することを目的とする集団検疫戦略として、公権力の行使として行われる都市等住民の移動の制限のこと。
外出禁止令が発令されると、市民は必需の用を足すこと、もしくは必要不可欠と位置付けられる仕事に行くことを除き自宅から出ないよう求められる。また、企業は一部を除き休業または在宅勤務（テレワーク）をすることになる。

## 騒乱等への対応のための場合
騒乱への対応、治安上、軍事上の理由のために行われる場合は、通常、時間（夜間が多いが夜間に限られない）を指定する。

## 感染症への対応のための場合
エピデミックもしくはパンデミックを抑制あるいは沈静することを目的とする集団検疫戦略として行われる場合、北米ではstay-at-home order（外出禁止令）、東南アジアではmovement control order（移動制限令）と呼ばれる。

## 用語法
日本語の報道等では、2019新型コロナウイルスによる感染症への対応のため世界各地の同様の行動制限について、「外出禁止令」もしくは「ロックダウン」という用語が用いられているが、あまり厳密な用語ではないため、どの程度の制限を伴う措置をどのような用語で呼んでいるかは、個別に確認する必要がある。また、「外出禁止令」という日本語の代わりに、「自宅待機令」が用いられることもある。日本の場合は、憲法上の理由や法整備がされてないなどの理由により、外出禁止令を発令することは事実上不可能である。
2020年1月、中国の武漢市において2019新型コロナウイルスによる急性呼吸器疾患 (COVID-19) のアウトブレイクをコントロールすることを目的として中国政府がとった住民の移動制限措置について、「ロックダウン」という用語が、メディアおよび世界保健機関 (WHO) によって使われた。また、イタリア当局が同国北部について厳しい隔離命令を発令したときも、メディアは同じく「ロックダウン」という用語を使った。その後、スペイン、フランスなど世界各国で同様の措置がとられた際も、同じ用語が用いられた。この「ロックダウン」という用語は、公衆衛生の用語ではなく法的な用語でもないが、各国政府の措置について述べる報道用語として使われることが常態化している。この用語は、多くの国々が同様の措置をとるようになるにつれて定義が揺れており、当初の中国における厳しい移動制限よりも緩い制限についても用いられるようになってきた。一方で、自分たちが取る措置は中国での厳しい措置とは違うということをはっきり印象付けるために、「ロックダウン」以外の語を用いることも多い。英語でのロックダウンという用語は、中国で行われたような、当局が感染者を徹底的に捜索して強制的に隔離していくことだという不正確なイメージにつながるとの懸念も示されており、特に北米での使用には注意が必要である。

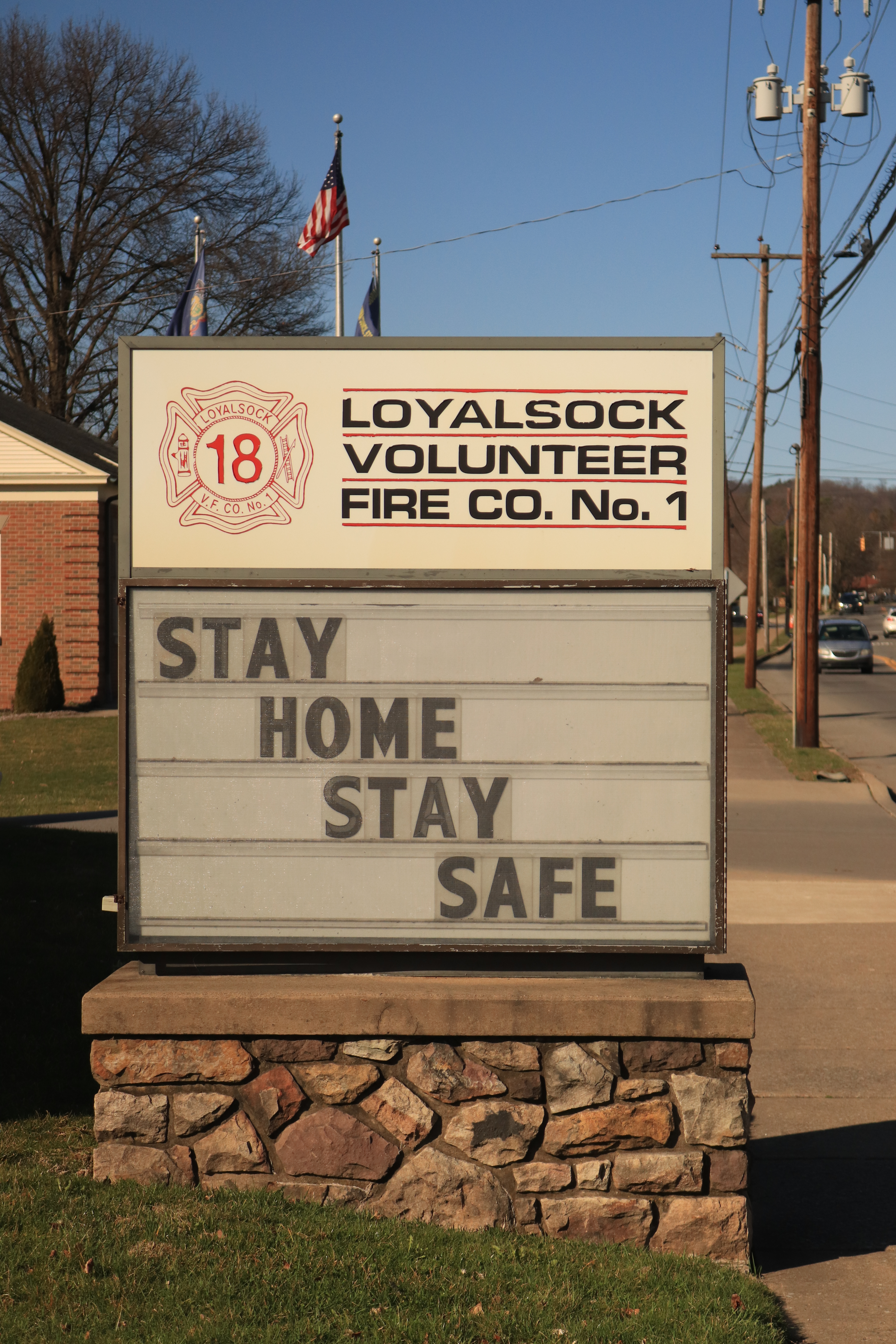
米国の多くの裁判所管轄区域では、「外出禁止令」について「家にいましょう、安全でいましょう」という標語を使って呼びかけている。

2020年3月、サンフランシスコ・ベイエリア当局が住民に対し、COVID-19のアウトブレイクを抑制するため、自宅に留まるようにという命令を出したときは、「一時退避令 (shelter-in-place order)」という用語が用いられた。しかしこれが、「銃撃犯が銃を持ったまま町に潜伏中ですので、安全が確認されるまでは、今いる建物から出ないでください」といった状況で用いられる "shelter in place" という表現と同じであるため、住民の間に混乱を招いた。
その後、カリフォルニア州でギャビン・ニューサム知事が、ベイエリアを含む全州規模の命令を発令した際に、「外出禁止令（自宅待機令）(stay-at-home order)」という表現が用いられた。米国内の他の州も、同様の全州を対象とする命令を発令する際に、この用語を採用した。ニューヨーク州のアンドリュー・クオモ知事は、記者会見において、「一時退避」という用語を使うのは銃撃犯が潜伏中の場合や核戦争を想起させるとして、批判的な態度を明確にしている 。

### 米国における「ロックダウン」
アメリカ合衆国においては、「ロックダウン」という用語は緊急事態に際する場合に広く用いられている。ロックダウンでは、個々人が即座に身を隠したり、建物のドアというドアすべてに施錠したりといったことが必要になるほか、電灯を消したり窓から離れたりといったことも行なわれる。米国では児童・生徒が日々の学校生活の中で「ロックダウン訓練」に参加している。また、ロックダウンは戒厳令をも想起させる用語で、人々は家からまったく出ることができないと思い込んでしまいかねない。このように、米国の人々にとってロックダウンは感染症対策での市民の外出制限とはまるで違うことを意味する用語であるため、感染症対策の場合は別な用語を使うよう、留意が必要である。
全米各州・各郡で、住民らに自宅に留まるよう指示する命令を発令したときは、「一時退避令 (shelter-in-place order)」もしくは「外出禁止令（自宅待機令）(stay-at-home order)」という表現が用いられていたが、自宅の出入りが完全にできなくなるのではなく条件付きで可能であることから、これらの命令はロックダウンではないということが明確化されている。また、いくつかの裁判所の管轄区域では、「外出禁止令」と「一時退避令」の間には法的もしくは実務的な違いがあるとの判断が示されている。

## 命令

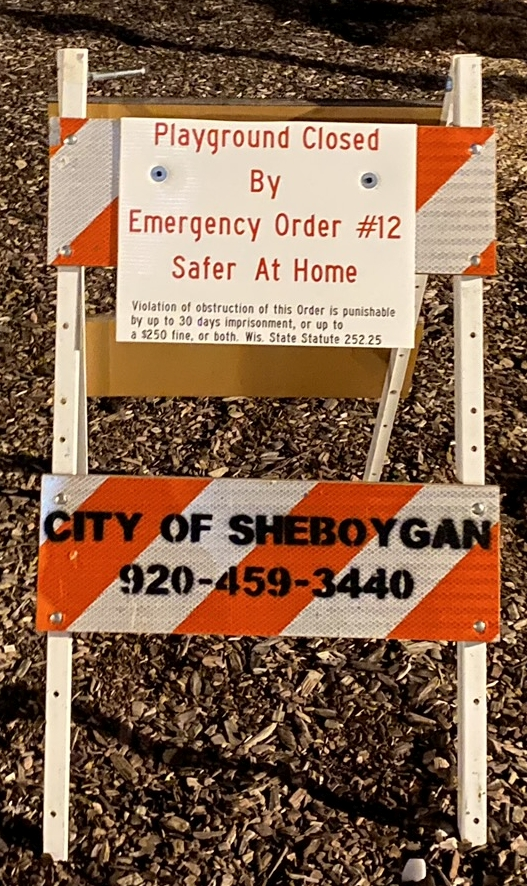
ウィスコンシン州シェボイガンにある児童遊園に設置された注意書き。州知事が発令した外出禁止令に基づき、遊具を使用できないようにしてあり、違反者には罰則もあるといったことが書かれている。

### 権限
米国においては、アメリカ合衆国憲法によって、各州に警察権が付与されており、各州政府が自州内でその権力を使うことができる。しかしながら、複数の州の間でのロックダウンを科すことについては、アメリカ合衆国連邦政府にも州政府にも明確な権限はない。

### 範囲・程度
外出禁止令の範囲・程度は一様ではない。外出が許可される必需の用とは何かについて、全州に適用可能な定義はなく、屋外活動のために家の外に出ることを許可しているケースもある。感染症対策による発令の場合は、外出時にソーシャル・ディスタンシングのルールが適用されることが一般的である。必要不可欠と位置付けられるサービスには、銀行、ガソリンスタンド、食料品店、薬局、レストラン（テイクアウトのみ）などがある 。より制限が厳格な地域では、必需の用を足すために書類を持って出かけることが必要とされている。

## COVID-19の流行に基づく発令

### 効果の大きさ、賛否
- ニュージーランドは、国全体で厳格なロックダウン（国民への外出禁止 + 外国からの入国禁止）を実施し、市中感染者を完全にゼロにすることに成功し、市中感染者ゼロの状態を102日間維持できた[30]。
  - ニュージーランドの首脳陣は、専門家からの強力な意見を受けて、「感染抑制」をめざす戦略ではなく、「ウイルスを排除」する戦略へと切り替えることにした。（すでにウィルスがニュージランド国内に入ってしまっていた時点の）2020年3月26日に、このウイルスの警戒レベルを最高値となるレベル4に引き上げ、全土で厳格なロックダウンを開始した。その後も、しばらくは各地で感染者が急増したので、ニュージーランド国民の多くはロックダウンの効果を（一旦は）疑ったが、一定期間を経て新規感染者数は急速に減少した[30]。
- イギリスでは（2020年3月）、新型コロナウイルスの流行を受け、国民保健サービス（NHS）の負担を減らすために人々が自宅にとどまるような措置をとったが、イギリスの科学顧問のトップ（主席科学顧問）のパトリック・ヴァランス（英語版）は、効果が出ている、とした（2020年3月31日）[31]。
- COVID-19の流行への対策として中国がおこなったロックダウンについて、公衆衛生当局者らやWHOは感染拡大を抑制する取り組みであるとして賞賛した[28]。
- [どこ?][誰?]公衆衛生専門家ら??（誰???）は「このような手段は効果がない[要検証 – ノート][要出典]」と主張したといい[28]、また「非倫理的であり、ソーシャル・ディスタンシングの手段を有効にするために必要な一般大衆からの協力を得るために必要とされる公的信頼[要検証 – ノート]を崩すことになる」との懸念を示した、とも[28]。